# Port-Martin
Port-Martin är en udde i Antarktis. Den ligger i Östantarktis. Frankrike gör anspråk på området.
Terrängen inåt land är kuperad åt sydost, men norrut är den platt. Havet är nära Port-Martin norrut. Trakten är obefolkad. Det finns inga samhällen i närheten. 